# 孟广钧
孟广钧（1927年—），男，山东人，中国大陆翻译家，中国电影家协会会员，中国共产党党员。

## 生平
1927年，孟广钧出生在山东省掖县（今莱州市）。孩提时，曾在美国基督教青年会学校学习。
1946年，孟广钧在哈尔滨苏联影片输出公司担任一名中文翻译员。1948年，担任东北电影制片厂（今长春电影制片厂）翻译。
1954年，孟广钧跟随中国电影代表团到苏联和东欧社会主义国家访问。1956年，加入中国共产党。1957年，任中国电影出版社工作。
1960年，担任中国电影工作者协会理事。

## 作品

### 电影
- 《普通一兵》（中国大陆第一部汉语普通话对白苏联片）
- 《阴谋》
- 《波罗的海代表》
- 《苏沃洛夫》
- 《侦查员的功勋》
- 《愤怒的火焰》

### 电影剧本
- 《罗马十一时》
- 《陀思妥耶夫斯基的二十六天》